# Metisella willemi
The Netted Sylph (Metisella willemi) là một loài bướm ngày thuộc họ Bướm nhảy. Nó được tìm thấy ở Transvaal, Botswana, and Zimbabwe to Kenya, Uganda, and Somalia.
Sải cánh dài 30–32 mm. Con trưởng thành bay từ tháng 12 đến tháng 5 (nhiều nhất vào from tháng 2 đến tháng 3). There is one extended generation per year.
Ấu trùng ăn Setaria species.

## Hình ảnh

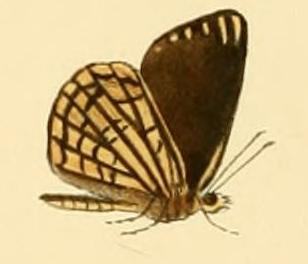
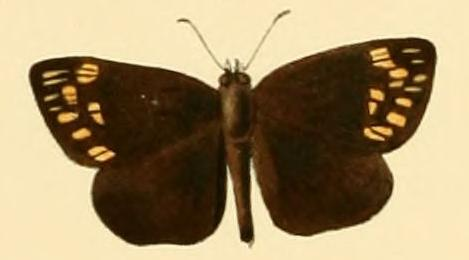